# جيم كورير
جيم كورير (بالإنجليزية: Jim Courier)‏ (ولد في 17 اغسطس 1970، في سانفورد (فلوريدا)، الولايات المتحدة). هو لاعب كرة مضرب محترف ومعتزل.